# 마이타역 (가나가와현)
마이타역(일본어: 蒔田駅、まいたえき)은 일본 가나가와현 요코하마시 미나미구에 있는 철도역이다. 역 번호는 B13이다.
1968년에 폐지된, 요코하마 시 전차의 미야모토초3초메 전차 정류장과 같은 장소에 있다. 미나미구 종합청사가 역의 근처에 있다.

## 타는 곳
| 1 | ■ 블루 라인 | 가미오오카・도쓰카・쇼난다이 방면                        |
| 2 | ■ 블루 라인 | 간나이・요코하마・신요코하마・센터 미나미・아자미노 방면 |

## 이용 현황
- 1일 평균 승차 인원
  - 2008년: 11,215명
  - 2009년: 11,389명
  - 2010년: 10,999명
  - 2011년: 10,773명

## 역세권 정보
- 미나미 구 종합청사
- 일본연금기구 요코하마 미나미 연금 사무소
- 요코하마 시립 요코하마 상업 고등학교
- 가나가와 현도 21호선

## 역사
- 1972년 12월 16일: 영업 개시.
- 2007년 6월 23일: 스크린도어 사용 개시.
- 2009년 4월 4일: 승강장과 개찰구를 연결하는 엘리베이터와 다기능 화장실의 공동 사용을 개시함.
- 2012년
  - 3월 31일: 3번 출입구와 개찰구를 연결하는 에스컬레이터·엘리베이터의 공동 사용을 개시함.
  - 4월 10일: docomo Wi-Fi에 의한, 무선LAN서비스 개시.

## 사진

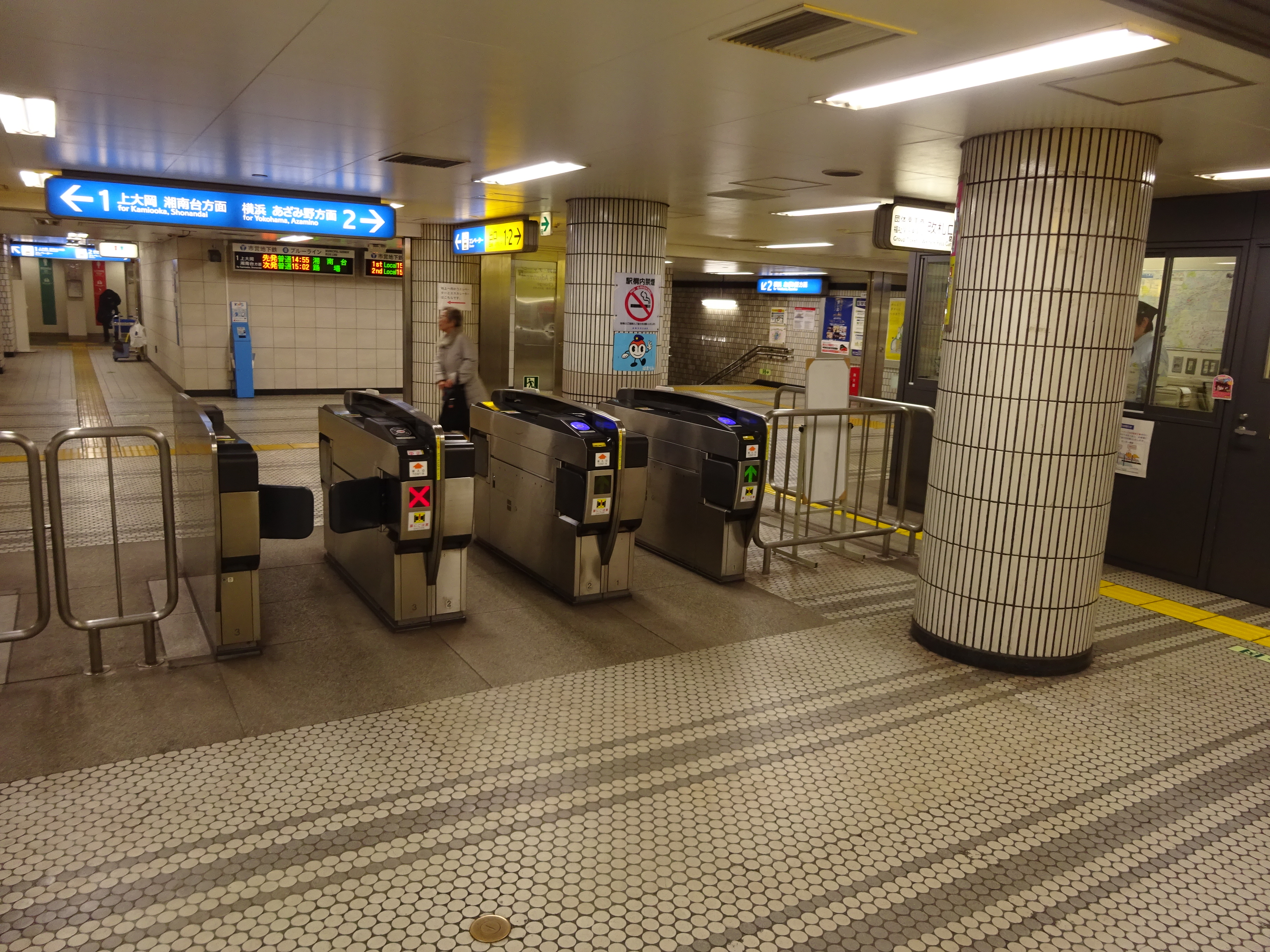
개찰구

## 역명의 유래
역 소재지의 고유의 지명「마이타초」에서 유래하였다.

## 인접역
| 요코하마 시 교통국 ■ 지하철 1호선(블루 라인) | 요코하마 시 교통국 ■ 지하철 1호선(블루 라인) | 요코하마 시 교통국 ■ 지하철 1호선(블루 라인) |
| -------------------------------------------- | -------------------------------------------- | -------------------------------------------- |
| B12 구묘지 쇼난다이 방면                     |                                              | 요시노초 B14 아자미노 방면                   |